# Carmanore
Carmanore (in greco antico: Καρμάνωρ?, Karmánōr) è un personaggio della mitologia greca, sacerdote di Creta e possibile amante della dea Demetra. Il personaggio deriva probabilmente da una divinità cretese dei raccolti, e fu identificato con Iasione, che altrove è detto essere l'amante di Demetra.
Ebbe due figli, secondo alcuni proprio da Demetra: Eubolo, che lo rese nonno della ninfa Carme, e Crisotemi, che sposò Stafilo, uno dei figli di Dioniso, dio del vino, e della sua consorte Arianna. 

## Mitologia
Carmanore, figlio di Alessiroe (una delle amanti di Dioniso) era un sacerdote che viveva nell'isola di Creta ed era famoso per la sua ospitalità poiché si racconta che più volte diede la sua casa anche a divinità, in particolare Apollo.
Purificò Apollo e Artemide, dopo che questi avevano ucciso il drago Pitone. Entrambi si erano recati in precedenza in un altro luogo e vedendo un'epidemia in corso furono colti da paura e fuggirono sull'isola di Creta. Successivamente diede nuovamente ospitalità ad Apollo, ma questa volta come nido d'amore per la sua amante Acacallide.